# Qu'importe le flocon
 (mars 2018).
Si vous disposez d'ouvrages ou d'articles de référence ou si vous connaissez des sites web de qualité traitant du thème abordé ici, merci de compléter l'article en donnant les références utiles à sa vérifiabilité et en les liant à la section « Notes et références ».
Pour plus de détails, voir Fiche technique et Distribution.
Qu'importe le flocon (Snow Business) est un dessin animé de la série Looney Tunes réalisé par Friz Freleng et sorti en 1953. Il met en scène le duo Sylvestre le chat et Titi le canari.

## Distribution
Voix originales :
- Mel Blanc : Sylvestre le chat, Titi le canari, la souris, l'homme, reporteur radio
- Bea Benaderet (non créditée) : Mémé